# رحيم بكر
رحيم بكر هو لاعب كرة قدم عراقي سابق كان يلعب في مركز الوسط.